# کیوتورفین
کیوتورفین (به انگلیسی: Kyotorphin) یک ترکیب شیمیایی با شناسه پاب‌کم ۱۲۳۸۰۴ است. 